# Харрис, Гарри
Гарри Харрис (англ. Harry Harris; 8 сентября 1922 — 19 марта 2009) — американский теле- и кинорежиссёр
, лауреат премии «Эмми».

## Биография
Харрис приехал в Лос-Анджелес в 1937 году и получил работу в почтовой службе Columbia Studios. Учился в Калифорнийском университете в Лос-Анджелесе. Работал в Columbia Pictures: учеником звукорежиссёра, помощником редактора звуковых эффектов, а затем помощником редактора фильмов.
В начале Второй мировой войны Харрис поступил на службу в Военно-воздушные силы. В составе Первого кинематографического подразделения работал над учебными и пропагандистскими фильмами в студии Hal Roach Studios в Калвер-Сити. Его руководителем в этот период был Рональд Рейган.
После окончания службы в армии Харрис стал помощником редактора фильмов, а затем редактором в Desilu — студии Деси Арнаса и Люсиль Болл.
В течение следующих пяти десятилетий он снял сотни телевизионных эпизодов, внеся значительный вклад в «Дымок из ствола», «Восьми достаточно», «Уолтоны» и «Фэлкон Крест». Он получил премию «Эмми» за режиссуру эпизода «Славы» в 1982 году. Кроме того, был номинирован на премию Гильдии режиссеров Америки и ещё дважды номинирован на премию «Эмми».
Харрис умер в своем доме в Лос-Анджелесе от осложнений, связанных с заболеванием крови. После него остались жена, две дочери и сын жены от предыдущего брака.

## Избранная фильмография
- Техасец / The Texan (1960)
- Дни в Долине Смерти / Death Valley Days (1960)
- Данте / Dante (1960)
- Разыскивается живым или мёртвым / Wanted Dead or Alive (1960—1961)
- Островитяне / The Islanders (1961)
- Истории Уэллс-Фарго / Tales of Wells Fargo (1962)
- Обнажённый город / Naked City (1963)
- Сыромятная плеть / Rawhide (1963—1964)
- Дэниэл Бун / Daniel Boone (1964—1965)
- Перри Мейсон / Perry Mason (1965)
- Человек по имени Шенандоа / A Man Called Shenandoah (1965)
- Легенда о Джесси Джеймсе / The Legend of Jesse James (1965)
- Branded / Branded (1965—1966)
- Дымок из ствола / Gunsmoke (1961—1966)
- Пистолеты и юбочки / Pistols 'n' Petticoats (1966)
- Миссия невыполнима / Mission: Impossible (1966)
- T.H.E. Cat / T.H.E. Cat (1967)
- Затерянные в космосе / Lost in Space (1966—1967)
- Туннель времени / The Time Tunnel (1966—1967)
- Путешествие на дно океана / Voyage to the Bottom of the Sea (1965—1967)
- Бонанза / Bonanza (1967)
- Хондо / Hondo (1967)
- Высокий кустарник / The High Chaparral (1968—1969)
- Земля гигантов / Land of the Giants (1968—1970)
- Виргинцы / The Virginian (1970—1971)
- Окружной прокурор / The D.A. (1971)
- Любовь по-американски / Love, American Style (1972)
- Адам-12 / Adam-12 (1972)
- Шафт / Shaft (1973)
- Док Эллиот / Doc Elliot (1973—1974)
- Путь Эпплов / Apple’s Way (1974)
- Кунг-фу / Kung Fu (1974—1975)
- Беглецы / The Runaways (1975)
- Печальный рыцарь / The Blue Knight (1976)
- Гиббсвилл / Gibbsville (1976)
- Пилоты Спенсера / Spencer’s Pilots (1976)
- Хантер / Hunter (1977)
- Фитцпатрики / The Fitzpatricks (1977)
- Человек из Атлантиды / Man from Atlantis (1977)
- Гавайи 5-O / Hawaii Five-O (1977—1978)
- Молодые пионеры / The Young Pioneers (1978)
- МакКензи из Райской бухты / The MacKenzies of Paradise Cove (1979)
- Восьми достаточно / Eight Is Enough (1977—1981)
- Уолтоны / The Waltons (1972—1981)
- Медсестра / Nurse (1981)
- Даллас / Dallas (1980—1982)
- Слава / Fame (1982—1983)
- ABC Специально после школы / ABC Afterschool Special (1975—1983)
- Кегни и Лейси / Cagney & Lacey (1983)
- Бун / Boone (1983)
- Миссисипи / The Mississippi (1983)
- Отель / Hotel (1983)
- Пугало и миссис Кинг / Scarecrow and Mrs. King (1985)
- Ремингтон Стил / Remington Steele (1984—1985)
- Алиса в Стране чудес / Alice in Wonderland (1985)
- Наш дом / Our House (1986)
- Фэлкон Крест / Falcon Crest (1982—1987)
- Самый старший новичок / The Oldest Rookie (1987)
- Спенсер / Spenser: For Hire (1986—1988)
- Частный детектив Магнум / Magnum, P.I. (1985—1988)
- Суперавианосец / Supercarrier (1988)
- A Fine Romance / A Fine Romance (1989)
- Секретный агент Макгайвер / MacGyver (1990)
- Парадайз / Paradise (1990)
- Тайны отца Даулинга / Father Dowling Mysteries (1990)
- Джейк и толстяк / Jake and the Fatman (1991)
- Тела улик / Bodies of Evidence (1992)
- Доктор Куин, женщина-врач / Dr. Quinn, Medicine Woman (1994)
- Полуночная жара / In the Heat of the Night (1988—1995)
- Университетская больница / University Hospital (1995)
- Саванна / Savannah (1996)
- Сёстры / Sisters (1992—1996)
- Беверли-Хиллз, 90210 / Beverly Hills, 90210 (1998)
- Седьмое небо / 7th Heaven (1996—2007)